# كومرفاي
كومرفاي (بالفرنسية: Commerveil) هي بلدية فرنسية تقع في إقليم سارت ضمن منطقة باي دو لا لوار شمال غرب فرنسا.

## الجغرافيا
تقع كومرفاي ضمن نطاق بلدية مامير، وتغطي مساحة 5.64 كيلومتر مربع. يتراوح ارتفاعها بين 79 و143 مترًا فوق مستوى سطح البحر.

## السكان
حسب بيانات المعهد الوطني للإحصاء والدراسات الاقتصادية (INSEE)، بلغ عدد سكان كومرفاي:
| السنة | عدد السكان |
| ----- | ---------- |
| 2010  | 139        |
| 2015  | 147        |
| 2020  | 151        |

تُظهر البيانات نموًا سكانيًا طفيفًا خلال العقد الأخير.

## التاريخ
كومرفاي بلدة ريفية ذات جذور زراعية قديمة، تعود أصولها إلى العصور الوسطى، حيث كانت المنطقة تتبع لإقطاعيات ريفية في مقاطعة مين (Maine). وعلى الرغم من صغر حجمها، فقد احتفظت بطابعها الزراعي التقليدي وشهدت تطورات عمرانية متواضعة على مر العصور.

## المعالم
من أبرز معالم القرية:
- كنيسة سان بيير (Église Saint-Pierre): وهي كنيسة ريفية صغيرة تعود للقرن التاسع عشر، وتُعد مركز الحياة الدينية في البلدة.
- المناظر الطبيعية والزراعية المحيطة، والتي تُعتبر جزءًا من الطابع المميز للريف الغربي الفرنسي.
- بعض المنازل الحجرية التقليدية التي تم الحفاظ عليها وتعكس الطراز المعماري المحلي.

## الإدارة
العمدة الحالي للبلدية هو باتريس موغليه، ويشغل المنصب للفترة الممتدة من عام 2020 حتى 2026.